# Chipatá
Chipatá est une municipalité située dans le département de Santander en Colombie.